# Angraecum angustum
Angraecum angustum är en orkidéart som först beskrevs av Robert Allen Rolfe, och fick sitt nu gällande namn av Victor Samuel Summerhayes. Angraecum angustum ingår i släktet Angraecum och familjen orkidéer. Inga underarter finns listade i Catalogue of Life.